# دیو بلیکی
دیو بلیکی (انگلیسی: Dave Blakey; ۲۲ اوت ۱۹۲۹ – ۴ آوریل ۲۰۱۴) بازیکن فوتبال اهل بریتانیا بود.
از باشگاه‌هایی که در آن بازی کرده‌است می‌توان به باشگاه فوتبال چسترفیلد اشاره کرد.